# Дике Полювання

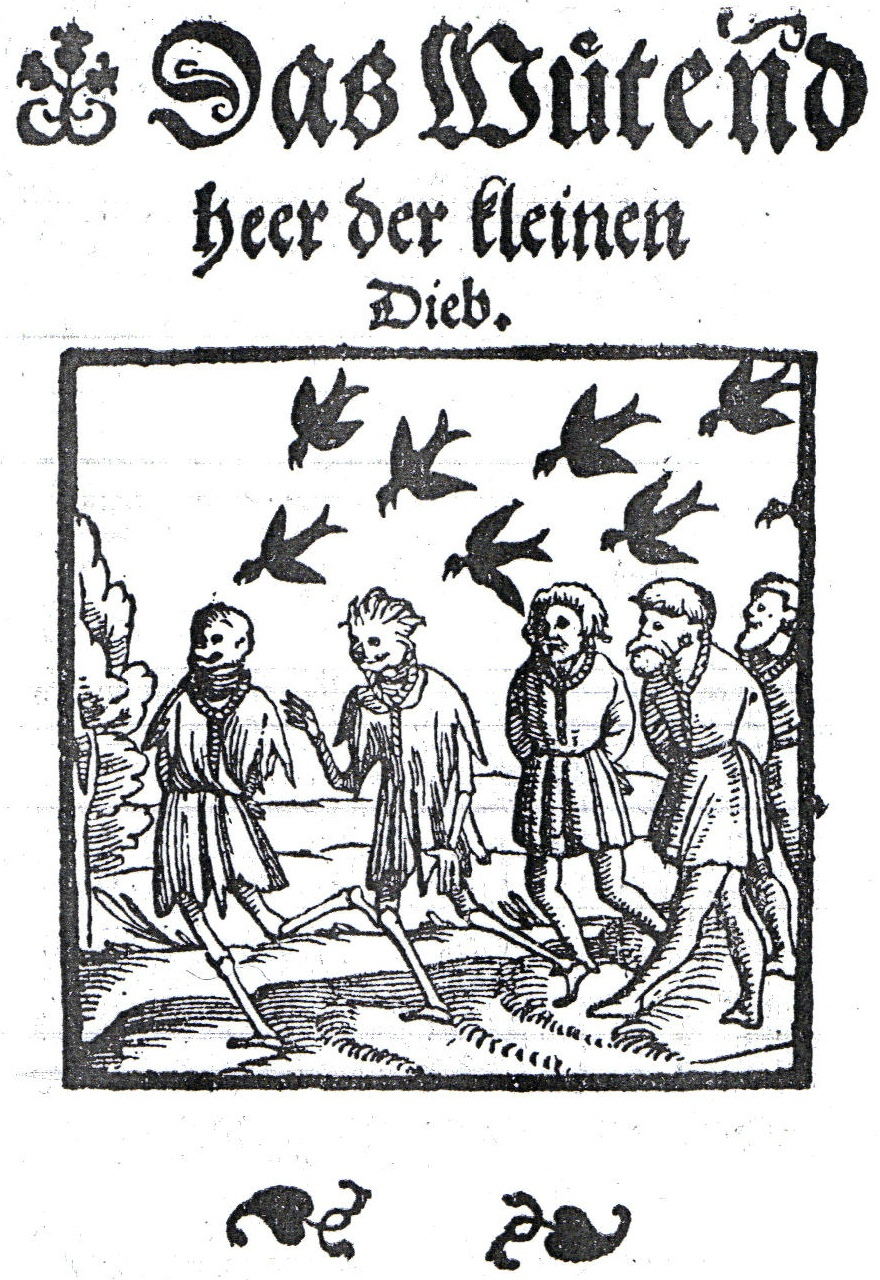
Wütendes Heer der kleinen Diebe, from a 1569 Basel printing

Дике полювання, або Дикі лови, Дикі гони (нім. Wilde Jagd) — народний міф, що був у минулому поширений у північній Європі та Британії. Основні характеристики всюди були однакові: фантазматична група мисливців із відповідним спорядженням (на конях, із собаками; на чорних конях, чорних собаках тощо) проноситься у божевільній погоні по небу.
Поява Диких Ловів уважалася ознакою майбутніх нещасть та катастроф. Смертних, що мали нещастя опинитись на шляху Ловів, викрадали та переносили у світ мертвих.
У народній германській міфологія Дикі Лови — це гурт злих духів та привидів, що летять у небі в часи зимових бурь (від Різдва до Богоявлення) у супроводі гончих псів. Небезпечне для людей, особливо на перехрестях доріг. Проводиря Диких Ловів — Дикого Мисливця — порівнюють з Одіном, що несеться по небу на чолі війська мертвих. Французам було відоме власне ім'я володаря Диких Ловів — щось на кшталт Геллекен. Також у Середньовіччі із Диким Мисливцем асоціювали конкретних історичних осіб: Аттілу, Карла Великого тощо. Альтернативний погляд був, що це душі грішників під проводом Каїна та Ірода.

## Назва
- Оскорея (Oskoreia) — назва у Скандинавії. Походить від спотвореного Ásgård-reið (рейд Асгарда), або від Oensjægeren (мисливці / єгеря Одіна)[5].

## Міф у світовій культурі

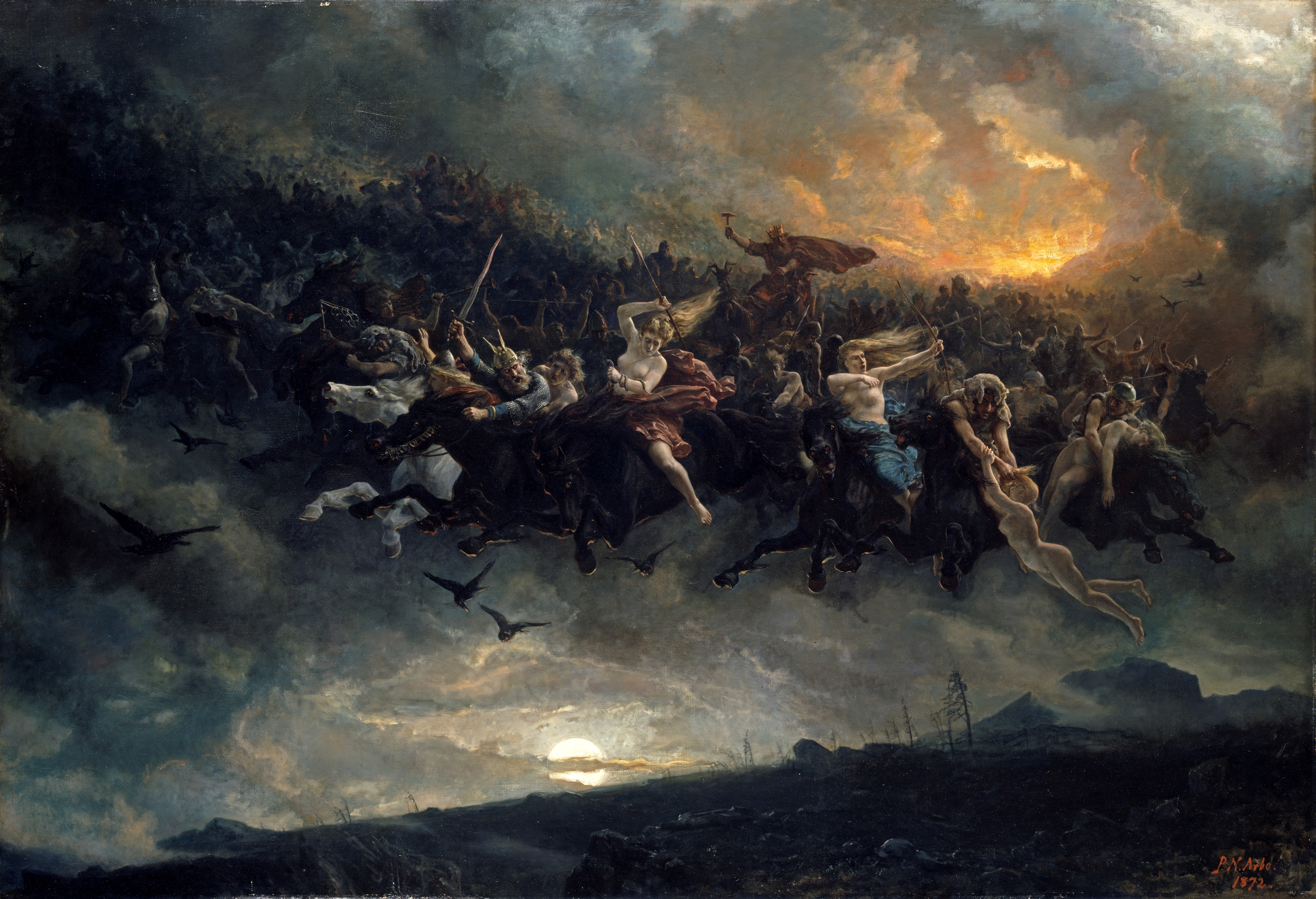
«Дике полювання» (1872) Петер Арбо.

- Вільям Єйтс використовував мотив дикого полювання у своєму вірші «Воїнство сідів» (1893–1903).
- Пітер Бігл — у романі «Темзін»[en] (1999)
- Володимир Короткевич — у повісті «Дике полювання короля Стаха» (1958)

### У фентезі
Мотив дикого полювання часто використовують автори фентезі. Серед них:
- Діана Вінн Джонс
- Лорелл Гамільтон
- Кліффорд Сімак — «Братство Талісмана»
- Володимир Свержин — «Той, хто шукає Битву», «Колісничі Фортуни», «Закон Єдинорога»
- Анджей Сапковський
- Філіп Пуллман — «Граф Карлштайн»
- Олександр Бушков — «Таларскій цикл (Цикл про Сварога)»
- Джим Батчер — «The Dresden Files»
- Роберт Джордан — «Колесо часу»
- Пол Андерсон — «Зламаний меч», «Три серця і три леви»

### В іграх
Комп'ютерні ігри The Elder Scrolls III: Morrowind (аддон The Elder Scrolls ІІІ: Bloodmoon), Darklands, The Elder Scrolls V: Skyrim використовують мотиви дикого полювання.
В іграх за мотивами книг Анджея Сапковського «Відьмак» присутній Король Дикого полювання, безсмертний примарний жнець, що втілює саму смерть. Однак вже у другій частині гри стає зрозуміло, що це ельф народу вільх, який приходить зі своїм почтом з іншого світу як астральна проєкція, або у плоті, щоб викрадати дітей та молодих людей. У останній частині трилогії розкривається і мотивація цих подорожей: частина душ викрадених людей використовується як «пальне» для «навігаторів», які проводять Дике Полювання між світами. Інших же викрадених використовують як прислужників. Мета подорожей Дикого Полювання — пошук порятунку світу ельфів народу вільх від Білого Холоду, катаклізму, що врешті решт знищить будь який світ. За легендами, зупинити чи відкласти Білий Холод може могутнє дитя старшої крові. Друга мета — відновити статус ельфів як могутніх мандрівників між світами, і одночасно підкорити різні світи.